# とんでモン・ペ
『とんでモン・ペ』は、1982年（昭和57年）6月5日から1983年（昭和58年）4月2日まで朝日放送制作・テレビ朝日系列で毎週土曜日19：00 - 19：30の枠にて全42話が放送された、東京ムービー新社制作の少女向けアニメ。東京ムービーとしては、『ムーの白鯨』以来2年ぶりの自社原案・企画によるテレビアニメである。

## ストーリー
田舎娘花村モンペはデザイナーになるために鹿児島から上京し、人気デザイナーの加納麻紀の家でお手伝いをすることになった。加納家には、超能力を使う赤ちゃんのぺーちゃん（男の子）がいた。ペーちゃんのいたずらに振り回されっぱなしのモンペの夢は、いつ叶うのだろうか。

## キャスト
花村 モンペ
声 - 天地総子
本作の主人公。デザイナーを目指すため、鹿児島から上京し加納家にお手伝いとしてやってきた。いつもペーちゃんのいたずらに振り回されている。ぽっちゃり体形ゆえに食べ物には目がない。運動は苦手。
ぺーちゃん
声 - 向井真理子
もう一人の主人公。加納家の赤ちゃん。超能力が使え、動物とも会話ができる。超能力でモンペを助けることもあるが、時々空回りしてトラブルを起こすことが多い。
ナンダ郎
声 - つかせのりこ
加納家に飼われている小鳥で、正体はペーちゃんの超能力で命が宿ったぬいぐるみ。知りたがり屋。「ナンダロー」としか喋れない。
チリチリ（ハズカシイヌ）
声 - 三ツ矢雄二
加納家に飼われている犬で、正体はペーちゃんの超能力で命が宿ったぬいぐるみ。恥ずかしがり屋。帽子を深くかぶって顔を隠し、｢僕、恥ずかしい・・・・・｣ とつぶやくことが多い。
鎌田夫人
声 - 高橋和枝
加納家の隣に住んでいるお金持ちのイヤミな夫人。よくモンペやペーちゃんの起こすトラブルに巻き込まれている。実はカツラ。
センタロウ
声 - 八奈見乗児
鎌田夫人に飼われている黒ネコ。よくモンペやペーちゃんと対立している。実は野良ネコたちのボス猫でもある。ナンダ郎を食べようとするが、いつも失敗に終わる。
ヨウコ
声 - えりこ
パーラー「エリコ」で店長を務める女性でモンペの初めての親友。モンペの相談相手でもある。歌やダンスも得意で、本編でよくテーマ曲の「エリコのタンゴ」を歌っている。
モデルは声優と主題歌を担当したえりこ(井本えりこ、現・elli)本人。
加納 麻紀
声 - 吉田理保子
ペーちゃんの母で人気デザイナー。ペーちゃんが超能力を使えることを知らない。
加納 孝
声 - 緒方賢一
ペーちゃんの父で作家。妻同様、ペーちゃんが超能力を使えることを知らない。

## スタッフ
- プロデューサー：鍋島進二（朝日放送）、荻野宏（旭通信社）、加藤俊三（東京ムービー）
- 原作：たいら文平[2]、いまいかおる[3]
- キャラクターデザイン：三生和[4]
- 構成：山崎敬之
- 音楽：タケカワユキヒデ、上野哲生、クインシー
- 作画監督：香西隆男
- 美術監督：大野広司、龍池昇
- 撮影監督：宮内征雄
- 録音監督：山田悦司
- 選曲：東上別符精
- 制作担当：青野史郎
- チーフディレクター：吉田しげつぐ
- 原画：平山智、神村幸子 他
- 動画：山田道代 他
- 背景：小林プロダクション
- 撮影：高橋プロダクション
- 録音技術：小野敦志
- 効果：倉橋静男
- 編集：鶴渕充寿、高橋和子
- タイトル：高具秀雄
- 色指定：伊藤純子
- 録音：東北新社
- 現像：東京現像所
- 企画・制作：朝日放送、旭通信社、東京ムービー新社

## 主題歌
オープニングテーマ
『あ○（あにまる）ロックンロール』
作詞 - 康珍化 / 作曲 - タケカワユキヒデ / 編曲 - 久石譲 / 歌 - えりこ
エンディングテーマ
『オトメチック・ドリーム』（前期）
作詞 - 康珍化 / 作曲 - タケカワユキヒデ / 編曲 - 久石譲 / 歌 - えりこ
『モンペ体操 太極拳』（後期）
作詞 - 火野宏一 / 作曲 - タケカワユキヒデ / 編曲 - 久石譲 / 歌 - えりこ
（レーベル - ビクター音楽産業）

## 各話リスト
| 話数 | サブタイトル                    | 脚本     | ディレクター      | 放映日        |
| ---- | ------------------------------- | -------- | ----------------- | ------------- |
| 1    | はじめまして!モンペです!!       | 朝倉千筆 | 青木悠三          | 1982年 6月5日 |
| 2    | ナンダ郎 危機二発               | 朝倉千筆 | 井内秀治          | 6月12日       |
| 3    | ヒヨコお化けと帽子怪獣          | 金子裕   | 奥脇雅晴          | 6月19日       |
| 4    | ぺーちゃんの失敗でしゅ          | 朝倉千筆 | 奥脇雅晴          | 6月26日       |
| 5    | 大事件!チリチリ 家出する        | 朝倉千筆 | 川島あきら        | 7月3日        |
| 6    | モンちゃん、はじめての休日      | 金子裕   | 児玉兼嗣          | 7月10日       |
| 7    | 何だ、ナンダ?のヒッチハイク     | 篠崎好   | 青木悠三          | 7月17日       |
| 8    | センタロウ、突然変異            | 朝倉千筆 | 井内秀治          | 7月31日       |
| 9    | 風邪には魔女薬をどうぞ          | 朝倉千筆 | 児玉兼嗣          | 8月7日        |
| 10   | 夢のデートはスポーツ・カーで    | 篠崎好   | 奥脇雅晴          | 8月14日       |
| 11   | おすまし顔はとんでいけ～!       | 朝倉千筆 | 児玉兼嗣          | 8月21日       |
| 12   | ウェスト90 減量作戦!            | 金子裕   | 奥脇雅晴          | 8月28日       |
| 13   | ゲンコートリがやって来た        | 吉田喜昭 | 井内秀治          | 9月4日        |
| 14   | イルカちゃんがアップップ        | 桜井正明 | 児玉兼嗣          | 9月11日       |
| 15   | のぞきに来ないカマタさん!?      | 篠崎好   | 井内秀治          | 9月18日       |
| 16   | いなくなった チリチリ           | 朝倉千筆 | 川島三郎          | 9月25日       |
| 17   | センタロウのお見合い大作戦      | 朝倉千筆 | 奥脇雅晴          | 10月2日       |
| 18   | ニャンコの恋はストレート!       | 朝倉千筆 | 井内秀治          | 10月9日       |
| 19   | センスはなくてもローカルパワー! | 朝倉千筆 | 児玉兼嗣          | 10月16日      |
| 20   | 占いは誰かに当たる!?            | 桜井正明 | 角美都雄 奥脇雅晴 | 10月23日      |
| 21   | ママさん役って大変なのだ        | 朝倉千筆 | 康村正一          | 10月30日      |
| 22   | うろうろスパイにご用心!         | 寺田憲史 | 児玉兼嗣          | 11月6日       |
| 23   | カマタ船長 帰る!                | 金子裕   | 井内秀治          | 11月13日      |
| 24   | モンペちゃん 帰らないで!        | 朝倉千筆 | 奥脇雅晴          | 11月20日      |
| 25   | 雪降れルンルン!                 | 寺田憲史 | 児玉兼嗣          | 11月27日      |
| 26   | 大事件!モンペ、ユーカイされる   | 吉田喜昭 | 吉田しげつぐ      | 12月4日       |
| 27   | 当たった!夢のハワイ旅行         | 寺田憲史 | 井内秀治          | 12月11日      |
| 28   | 忍者おばあちゃん登場!           | 朝倉千筆 | 須田裕美子        | 12月18日      |
| 29   | その気になったサンタクロース    | 朝倉千筆 | 児玉兼嗣          | 12月25日      |
| 30   | ペーちゃん モデルになって!      | 朝倉千筆 | 奥脇雅晴          | 1983年 1月8日 |
| 31   | ぺーちゃん 雪男に会う!          | 寺田憲史 | 児玉兼嗣          | 1月15日       |
| 32   | 空飛ぶメリーゴーラウンド        | 寺田憲史 | 井内秀治          | 1月22日       |
| 33   | ニャンコを救え!センタロウ       | 奥村俊雄 | 奥脇雅晴          | 1月29日       |
| 34   | 絵本の中は大さわぎ!             | 朝倉千筆 | 須田裕美子        | 2月5日        |
| 35   | ナンダ郎 江戸っ子弁をしゃべる   | 朝倉千筆 | 吉田しげつぐ      | 2月12日       |
| 36   | 玉子星から来たミューちゃん      | 寺田憲史 | 井内秀治          | 2月19日       |
| 37   | ママの音が聞こえます            | 寺田憲史 | 児玉兼嗣          | 2月26日       |
| 38   | 子象タロー 玉に乗る!            | 寺田憲史 | 奥脇雅晴          | 3月5日        |
| 39   | お仕事ロボットはつらいです      | 朝倉千筆 | 吉田しげつぐ      | 3月12日       |
| 40   | 本当にカマタさんとセンタロウ?   | 朝倉千筆 | 小林修            | 3月19日       |
| 41   | 突然 お花がいっぱい!            | 朝倉千筆 | 井内秀治          | 3月26日       |
| 42   | お空が飛べたら･･･               | 寺田憲史 | 三家本泰美        | 4月2日        |

## ネット局
系列は現在のもの。太字は同時ネット局。放送時間は個別に出典が提示されているものを除き1983年1月中旬 - 2月上旬時点のものとする
| 放送対象地域  | 放送局             | 系列                          | 放送時間                                                                       | 備考                                                                 |
| ------------- | ------------------ | ----------------------------- | ------------------------------------------------------------------------------ | -------------------------------------------------------------------- |
| 近畿広域圏    | 朝日放送           | テレビ朝日系列                | 土曜 19:00 - 19:30                                                             | 制作局                                                               |
| 関東広域圏    | テレビ朝日         | テレビ朝日系列                | 土曜 19:00 - 19:30                                                             |                                                                      |
| 北海道        | 北海道テレビ       | テレビ朝日系列                | 土曜 19:00 - 19:30                                                             |                                                                      |
| 岩手県        | テレビ岩手         | 日本テレビ系列                | 日曜 7:45 - 8:15                                                               |                                                                      |
| 宮城県        | 東日本放送         | テレビ朝日系列                | 土曜 19:00 - 19:30                                                             |                                                                      |
| 山形県        | 山形テレビ         | テレビ朝日系列                | 木曜 17:00 - 17:30                                                             | 放送当時はフジテレビ系列局                                           |
| 福島県        | 福島放送           | テレビ朝日系列                | 土曜 19:00 - 19:30                                                             |                                                                      |
| 新潟県        | 新潟総合テレビ     | フジテレビ系列                | 木曜 16:55 - 17:25                                                             | 放送当時はテレビ朝日系列とのクロスネット局                           |
| 長野県        | 信越放送           | TBS系列                       | 火曜 17:25 - 17:55                                                             |                                                                      |
| 山梨県        | 山梨放送           | 日本テレビ系列                | 水曜 17:00 - 17:30                                                             |                                                                      |
| 静岡県        | 静岡けんみんテレビ | テレビ朝日系列                | 土曜 19:00 - 19:30                                                             |                                                                      |
| 富山県        | 富山テレビ         | フジテレビ系列                | 土曜 6:30 - 7:00（1983年3月26日まで） →金曜 17:20 - 17:50（1983年4月15日から） | 1982年10月2日から1983年8月5日まで放送。                              |
| 石川県        | 石川テレビ         | フジテレビ系列                | 土曜 7:30 - 8:00                                                               | 1982年7月10日から1983年5月7日まで放送                                |
| 福井県        | 福井放送           | 日本テレビ系列                | 水曜 17:00 - 17:30                                                             | 1982年11月10日から1983年8月24日まで放送                              |
| 中京広域圏    | 名古屋テレビ       | テレビ朝日系列                | 土曜 19:00 - 19:30                                                             |                                                                      |
| 島根県 鳥取県 | 日本海テレビ       | 日本テレビ系列                | 月曜 19:00 - 19:30                                                             | 放送当時は事実上テレビ朝日系とのクロスネット局                       |
| 広島県        | 広島ホームテレビ   | テレビ朝日系列                | 土曜 19:00 - 19:30                                                             |                                                                      |
| 山口県        | テレビ山口         | TBS系列                       |                                                                                | 放送当時はフジテレビ系列とのクロスネット局                           |
| 香川県 岡山県 | 瀬戸内海放送       | テレビ朝日系列                | 土曜 19:00 - 19:30                                                             |                                                                      |
| 高知県        | 高知放送           | 日本テレビ系列                | 水曜 17:30 - 18:00                                                             |                                                                      |
| 徳島県        | 四国放送           | 日本テレビ系列                | 金曜 17:00 - 17:30                                                             |                                                                      |
| 福岡県        | 九州朝日放送       | テレビ朝日系列                | 土曜 19:00 - 19:30                                                             |                                                                      |
| 熊本県        | テレビ熊本         | フジテレビ系列                | 火曜 17:00 - 17:30                                                             | 放送当時はテレビ朝日系列とのクロスネット局                           |
| 大分県        | テレビ大分         | フジテレビ系列 日本テレビ系列 | 金曜 16:55 - 17:25                                                             | 放送当時はテレビ朝日系列とのトリプルネット局 1984年4月27日まで放送   |
| 鹿児島県      | 鹿児島テレビ       | フジテレビ系列                | 土曜 19:00 - 19:30                                                             | 1982年9月まで 放送当時は日本テレビ・テレビ朝日系列とのクロスネット局 |
| 鹿児島県      | 鹿児島放送         | テレビ朝日系列                | 土曜 19:00 - 19:30                                                             | 1982年10月開局から                                                   |

放送時点でテレビ朝日系列局が存在した山形県域（山形放送）・長野県域（テレビ信州）・山口県域（山口放送）では、当該局がいずれも日本テレビ系列とのクロスネット局で、編成上の都合等から他系列局に移譲された。また、同様のケースだった青森県域（青森放送・他に日本テレビ系列）・秋田県域（秋田テレビ、他にフジテレビ系列）・宮崎県域（テレビ宮崎）では、該当局のみならず、他系列局（青森テレビ・宮崎放送＝以上TBS系列、秋田放送＝日本テレビ系列）でも放送されなかった。